# Astronomisches Ereignis
Ein astronomisches Ereignis ist ein mehr oder minder selten stattfindendes Ereignis, das seine Ursache außerhalb der Erde hat. Als Beispiele seien genannt: helle Kometen, seltene Finsternisse oder Planetenbegegnungen, erdnahe Kleinplaneten, Supernovae in Nachbargalaxien oder außergewöhnliche Phänomene in der Erdatmosphäre.
Demgegenüber wird der Überbegriff Himmelserscheinung für öfter eintretende, mit freiem Auge sichtbare Phänomene am Himmel verwendet, beispielsweise Auf- und Untergänge heller Gestirne, Dämmerungseffekte, atmosphärische Halos, Polarlichter, Planetenschleifen und -konjunktionen, Sternbedeckungen, veränderliche Sterne und Ähnliches. Sie werden im Artikel
→ Astronomische Phänomenologie näher behandelt.

## Überblick
Die meisten astronomischen Ereignisse beziehen sich auf Objekte im Sonnensystem, bzw. auf solche, bei denen einer der beteiligten Körper Teil des Sonnensystems ist. Astronomische Ereignisse, die nicht von Körpern des Sonnensystems herrühren, sind meist auf ungewöhnliche Veränderungen von Sternen zurückzuführen.
Als astronomisches Ereignis werden auch seltene Phänomene innerhalb der Erdatmosphäre bezeichnet, etwa Lichterscheinungen, elektromagnetische Effekte oder größere Meteore, die aus dem Weltraum auf der Erde auftreffen oder vorher als Feuerkugeln verglühen.
Zu den Ereignissen in der Astronomie zählen auch einige, die im sichtbaren Spektrum (Visuelle Astronomie) nicht zu beobachten sind (z. B. Gammablitze) oder im weiteren Sinn jene, die zu lange dauern, um für den Menschen als Ereignis wahrgenommen zu werden (im Extremfall etwa eine Galaxiendurchdringung über viele Millionen Jahre).
Viele dieser astronomischen Ereignisse können jedoch wegen ihres unerwarteten Auftretens nicht vorausberechnet werden.

## Voraussagbare Ereignisse
- Auf- und Untergänge sowie Kulminationen der Himmelskörper
- Dämmerungszeiten, Weiße Nächte, Polartag und -nacht
- Konjunktionen zwischen Sonne, Mond, Planeten oder Planetoiden untereinander oder mit Fixsternen, und andere Aspekte
- Transite (Passagen, Bedeckungen): Okkultationen von Sternen (vor allem durch den Mond, seltener durch Planeten oder Asteroiden), Transite von Planeten vor der Sonne (Merkur- und Venusdurchgänge)
- Sonnenfinsternisse und Mondfinsternisse,
- Das Erscheinen periodischer Kometen und ihre Konjunktionen mit anderen Himmelskörpern
- Durchgang der Apsiden und Knoten von Planeten, Mond, Planetoiden oder periodischen Kometen
- Helligkeitsmaxima und Helligkeitsminima von periodischen veränderlichen Sternen
- Doppelstern-Durchgänge und die Bewegung von Exoplaneten
- In der Raumfahrt auch Raketenstarts, Bahnmanöver oder Rendezvous

Voraussagbare astronomische Ereignisse werden in der Regel in astronomischen Jahrbüchern aufgeführt und 1–2 Jahre im Voraus publiziert.

## Bedingt voraussagbare Ereignisse
- Nahe Begegnungen und Einschläge auf der Erde, insbesondere aus den Bahnen erdnaher Objekte: Die sehr seltenen größeren Körper über etwa 50 Meter werden seit etwa 2005 zunehmend katalogisiert und überwacht. Kaum prognostizierbar sind hingegen kleinere Meteorite und ihre vorausgehenden Leuchterscheinungen (Sternschnuppen und Feuerkugeln). Die Erfassung großer erdnaher Objekte gilt als eines der dringlichen Probleme moderner beobachtender Astronomie
- Meteorschauer (periodische Häufung von Sternschnuppen) – Zeitrahmen gut vorhersagbar, Intensität nur genähert
- Erscheinungen der Erdatmosphäre, deren unmittelbare Ursachen außerhalb davon liegen
- Die Kollision der Milchstraße mit der Andromeda-Galaxie, da dies erst in einigen Milliarden Jahren stattfindet.
- Maxima und Minima halbregelmäßig veränderlicher Sterne
- Photometeore (Lichterscheinungen):
  - Zodiakallicht, Leuchtende Nachtwolken, Halo und Glorie, und anderes
- Elektrometeore (elektromagnetische verursachte optische Erscheinungen), die etwa auf Solarstürmen und ihren Folgen beruhen, auch diese sind an der Grenze heutiger Voraussagbarkeit (mit der SOHO-Sonde kann zumindest ein paar Minuten vorausgewarnt werden):
  - Polarlicht, Tscherenkow-Blitze

## Nicht voraussagbare Ereignisse
- Erscheinen nichtperiodischer Kometen (etwa 20 bis 30 pro Jahr)
- Novae und Supernovae
- Gammablitze (Gamma Ray Bursts)
- Gravitationswelle / Sternkollision
- Sternschnuppen (kleine Meteore)
- Allfällige extraterrestrische Signale, wie sie etwa das SETI-Projekt sucht
- Ereignisse, die noch nie dagewesen sind und noch aus keiner Theorie folgen, die wir also nicht kennen.